# X-Play
X-Play (anteriormente GameSpot TV y Extended Play) es un programa de televisión sobre videojuegos, conocidos por sus comentarios y sketches cómicos. El programa salía al aire en G4 en los Estados Unidos, G4 Canadá, FUEL TV en Australia, Ego en Israel, GXT en Italia, MTV Россия en Rusia y Solar Sports en Filipinas.